# Shapleyho–Sawyerové třída koncentrace hvězd
Shapleyho–Sawyerové třída koncentrace hvězd je klasifikace kulových hvězdokup podle míry zhuštění hvězd v jejich středu.
K označení třídy se používají římské číslice v rozsahu od I do XII - nejvíce zhuštěné hvězdokupy, jako například Messier 75, patří do třídy I a nejméně zhuštěné hvězdokupy (např. NGC 4372) do třídy XII. Některé zdroje však třídu koncentrace označují arabskými číslicemi.

## Historie
Mezi lety 1927 až 1929 začali Harlow Shapley a Helen Sawyerová Hoggová třídit kulové hvězdokupy podle míry zhuštění jejich hvězd směrem ke středu.
Tento způsob třídění se stal známým jako Shapleyho–Sawyerové třída koncentrace hvězd.

## Tabulka tříd s příklady
| Třída | Popis                                  | Příklad |
| ----- | -------------------------------------- | ------- |
| I     | Vysoké zhuštění hvězd směrem ke středu |         |
| II    | Hustý střed                            |         |
| III   | Výrazné jádro z hvězd                  |         |
| IV    | Střední až bohatší zhuštění            |         |
| V     | Poněkud větší zhuštění                 |         |
| VI    | Střední zhuštění                       |         |
| VII   | Střední zhuštění                       |         |
| VIII  | Spíše volné zhuštění směrem ke středu  |         |
| IX    | Volné zhuštění směrem ke středu        |         |
| X     | Volné zhuštění                         |         |
| XI    | Velmi volné zhuštění směrem ke středu  |         |
| XII   | Skoro žádné zhuštění směrem ke středu  |         |